# 175238 Nguyenhien
175238 Nguyenhien è un asteroide della fascia principale. Scoperto nel 2005, presenta un'orbita caratterizzata da un semiasse maggiore pari a 2,4358623 au e da un'eccentricità di 0,1761837, inclinata di 1,74624° rispetto all'eclittica.